# Lelapsomorpha myersi
Lelapsomorpha myersi är en stekelart som beskrevs av Girault 1913. Lelapsomorpha myersi ingår i släktet Lelapsomorpha och familjen puppglanssteklar. Inga underarter finns listade i Catalogue of Life.